# Aeródromo La Florida (Chile)
El Aeródromo La Florida (IATA: LSC, OACI: SCSE) es un aeropuerto de carácter público que se encuentra ubicado a 6 km al este del centro de la ciudad de La Serena y en la entrada al Valle del Elqui, en Chile por la Ruta 41-CH. La terminal de pasajeros cuenta con 3000 m² de instalaciones.

## Historia

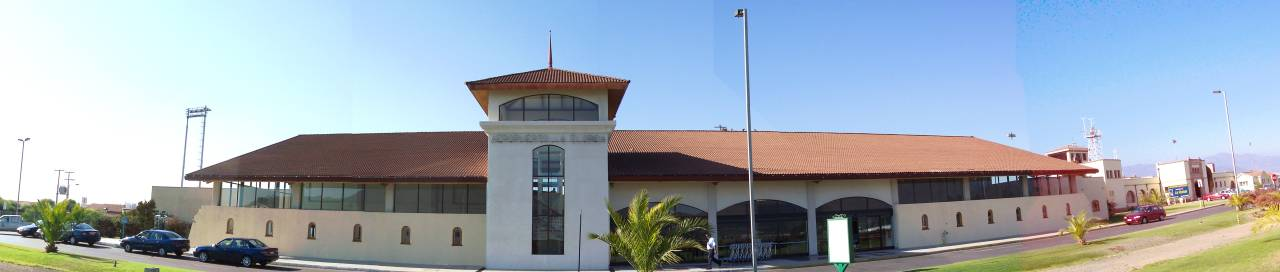
Vista externa de la terminal

Previo a la existencia de este aeropuerto, los aviones que llegaban a la zona, aterrizaban en una pista ubicada en un predio adyacente a la intersección entre la ruta a Ovalle y la Avenida La Cantera, en la comuna de Coquimbo. El Aeropuerto La Florida fue construido entre 1947 y 1948 e inaugurado el 19 de enero de 1949. 
En diciembre de 1982, en las cercanías del aeropuerto, ocurrió la tragedia del vuelo 304 de Aeronor, en la que fallecieron los 46 ocupantes de la aeronave Fairchild F-27 que se disponía a tomar tierra en la terminal aérea, como parte de la escala de un vuelo entre Santiago de Chile y Antofagasta.
Desde el 9 de enero de 1998, y por 10 años, la explotación y administración del aeropuerto está a cargo de la sociedad Concesión Aeropuerto La Florida S.A.. Dicha concesión fue puesta en servicio el 22 de julio de 1999.

### Manu-Tara
El 19 de enero de 1951 despegó desde el aeropuerto La Florida de La Serena, un avión anfibio Catalina 406 matrícula 405 de la Fuerza Aérea de Chile, con destino a Rapa Nui, convirtiéndose en el primer vuelo con destino a la isla. La travesía tuvo una duración de 19 horas y 22 minutos, y consigo llevaba una tripulación de ocho personas. Cabe señalar que por aquellos tiempos la isla era visitada solo una vez al año por un buque de abastecimiento con productos del continente.
Los autoridades isleñas, en agradecimiento, enviaron a La Serena un moái que, en las décadas de 1990 y 2000, se ubicó en el museo arqueológico de la ciudad. Para el año 2019, la escultura fue devuelta a la isla y reemplazada por una nueva, hecha de piedra caliza.
En el patio de acceso del edificio del nuevo terminal aéreo existe una maqueta del "Catalina", hidroavión Consolidated PBY5 que aterrizó en Isla de Pascua al mando del comandante Roberto Parragué. El avión fue llamado "Manu Tara" por los isleños, lo cual significa "Hombre pájaro" en Idioma rapanui.

### Ampliación

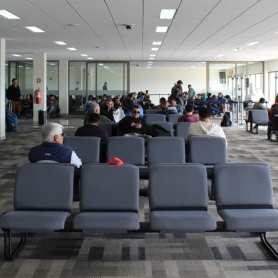
Sala de Embarque de vuelos Nacionales e Internacionales del Aeropuerto La Florida

En agosto de 2018 el gobierno de Chile confirmó la ampliación del aeropuerto de La Florida, lo cual extendería la concesión de la empresa por más de 10 años, es decir, entre 2020 y 2030.
Entre las características que tendría el recinto, apuntan a duplicar la actual terminal, pasando de los 4360 metros cuadrados a 9000 metros cuadrados. Por otro lado, en el año 2017 arribaron 811 145 pasajeros hasta el recinto, cantidad que se pretende aumentar a más de un millón y medio cuando este en operación el nuevo aeropuerto.
Otras de las novedades, es que se van habilitar dos mangas de acceso a los aviones, para que los pasajeros puedan descender de forma directa al edificio. Además, el aeropuerto contaría con salas de embarque remoto e instalaciones necesarias para las aerolíneas de bajo costo; se efectuará la reconfiguración de la plataforma de aviación comercial, lo que permitirá aumentar su capacidad; se desarrollarán obras de normalización en el área de movimiento de aeronaves; la ampliación de la plataforma de aviación general (aeronave de menor envergadura); una modificación de vialidad existente; la ampliación estacionamientos vehiculares; el traslado de la subestación eléctrica de la concesión y la construcción de instalaciones para la Dirección General de Aeronáutica Civil.
Con respecto a la pista de aterrizaje, se van a realizar algunas mejoras, por lo que podrá recibir todo tipo de aeronaves. La inversión estimada para la ampliación del aeropuerto se estima en US$ 40 millones, pero podría variar dependiendo de los resultados y necesidades que arroje el anteproyecto.

## Infraestructura
El edificio del terminal "tradicional" se caracteriza por su imagen de arquitectura de La Serena, con el uso repetido del arco de medio punto, el trabajo de la denominada "Piedra Serena" en forma de sobre y bajorrelieves. Su valor radica, entre otros, en la pertenencia al lugar, que lo hace propio, único y distintivo (una de las reglas básicas en arquitectura).
En los terrenos del aeropuerto se encuentran hacia el oriente una Unidad Aeropolicial de Carabineros de Chile y el Club Aéreo de La Serena-Coquimbo.
En la actualidad la terminal cuenta con:
- Tres salas de embarque.[5]
- Dos cintas transportadoras de equipaje.[5]
- Rent A Car.[6]
- Transfer.[6]
- Servicio de Taxi.[6]
- Estacionamientos.[6]
- Salón VIP Pacific Club, ubicado en el sector embarque, segundo piso. Frente la puerta 2.[6]
- Restaurant Última Llamada [6]
- Cafetería Grab & Go [6]
- Tiendas menores.[6]

## Aerolíneas y destinos

### Destinos nacionales
| Ciudad            | Nombre del aeropuerto                          | Aerolíneas                       |
| ----------------- | ---------------------------------------------- | -------------------------------- |
| Arica             | Aeropuerto Internacional Chacalluta            | JetSmart                         |
| Iquique           | Aeropuerto Internacional Diego Aracena         | JetSmart Sky Airline             |
| Antofagasta       | Aeropuerto Andrés Sabella                      | JetSmart LATAM Chile Sky Airline |
| Calama            | Aeropuerto Internacional El Loa                | JetSmart LATAM Chile Sky Airline |
| Santiago de Chile | Aeropuerto Internacional Arturo Merino Benítez | JetSmart LATAM Chile Sky Airline |
| Concepción        | Aeropuerto Internacional Carriel Sur           | JetSmart                         |

### Estadísticas
| Lugar | Ciudad            | Pasajeros | Cambio % | Aerolíneas                   |
| ----- | ----------------- | --------- | -------- | ---------------------------- |
| 1     | Santiago de Chile | 369.930   | 5,6%     | LATAM, Sky Airline, JetSmart |
| 2     | Calama            | 161.977   | 5,9%     | LATAM, Sky Airline, JetSmart |
| 3     | Antofagasta       | 136.618   | 4,5%     | LATAM, Sky Airline, JetSmart |
| 4     | Iquique           | 55.440    | 8,5%     | JetSmart, Sky Airline        |
| 5     | Arica             | 15.561    | 10,5%    | JetSmart                     |
| 6     | Concepción        | 14.859    | 43,3%    | JetSmart                     |

### Aeronaves
- LATAM: Airbus A320, Airbus A321.
- Sky Airline: Airbus A320 neo, A321neo.
- JetSmart: Airbus A320ceo, A320neo y A321neo.

## Aerolíneas que cesaron operación
- Aeroandina
  - Copiapó / Aeródromo Chamonate
  - Santiago de Chile / Aeropuerto Los Cerrillos
- Aeroguayacán
  - Santiago de Chile / Aeropuerto Los Cerrillos
- Aeronor
  - Antofagasta / Aeropuerto Andrés Sabella
  - Copiapó / Aeródromo Chamonate
  - Vallenar / Aeródromo Vallenar
  - Santiago de Chile / Aeropuerto Los Cerrillos
- ALTA
  - Antofagasta / Aeropuerto Andrés Sabella
  - Copiapó / Aeródromo Chamonate
  - Santiago / Aeropuerto Los Cerrillos
- Avant Airlines
  - Antofagasta / Aeropuerto Andrés Sabella
  - Santiago de Chile / Aeropuerto Internacional Arturo Merino Benítez
- Ladeco
  - Antofagasta / Aeropuerto Andrés Sabella
  - Santiago de Chile / Aeropuerto Internacional Arturo Merino Benítez
- National Airlines
  - Antofagasta / Aeropuerto Andrés Sabella
  - Santiago de Chile / Aeropuerto Internacional Arturo Merino Benítez
- Amaszonas[10]
  - Antofagasta / Aeropuerto Andrés Sabella
  - Caldera / Aeropuerto Desierto de Atacama